# Liên hoan âm nhạc Krystyny Jamroz quốc tế tại Busko-Zdrój

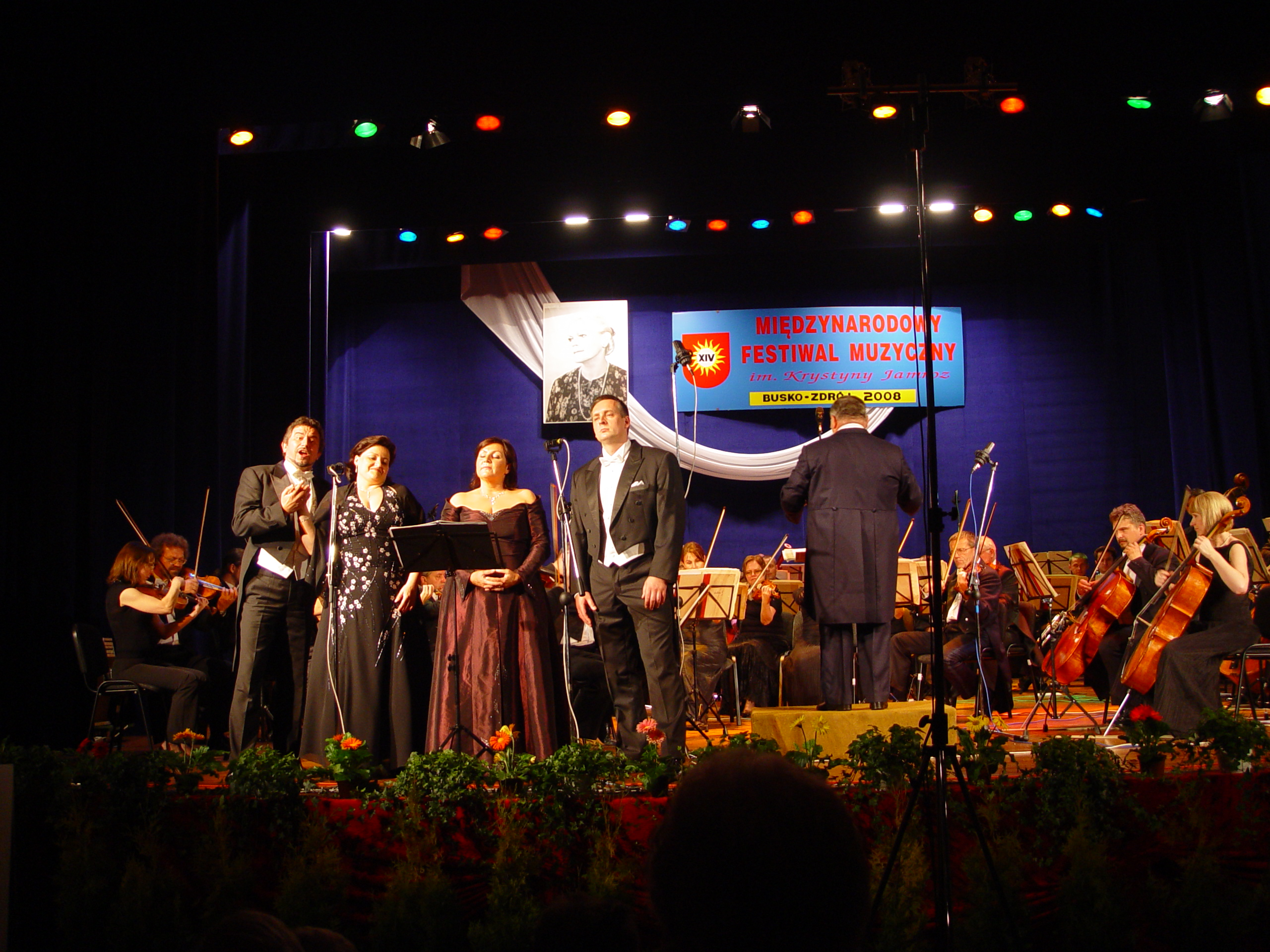
Liên hoan âm nhạc Krystyny Jamroz quốc tế tại Busko-Zdrójllâầnn thứ 14 - màn trình diễn của Dariusz Stachura, Barbara Kubiak, Anna Lubańska, Adam Szerszeń, BSCK, ngày 4 tháng 7 năm 2008.

Liên hoan âm nhạc Krystyny Jamroz quốc tế tại Busko-Zdrój (tiếng Ba Lan: Międzynarodowy Festiwal Muzyczny im. Krystyny Jamroz w Busku-Zdroju) là lễ hội âm nhạc cổ điển, được tổ chức thường niên bắt đầu từ năm 1995. Lễ hội thường là vào đầu tháng Sáu và tháng Bảy. Sự kiện quy tụ các nhạc sĩ, nhạc trưởng và ca sĩ nổi tiếng người Ba Lan và nước ngoài. Cho đến nay, lễ hội đã được tổ chức 17 lần.
Chương trình gồm các buổi hòa nhạc giao hưởng và thính phòng,  vở opera dạng operetta, oratorios.
Nhà tài trợ của lễ hội là ca sĩ Krystyna Jamroz. Bà sinh ra và lớn lên ngay tại Busko-Zdrój.

## Lịch sử
Việc tổ chức lễ hội lần đầu tiên được  Artur Jaroń thực hiện. Sau này Artur Jaroń trở thành giám đốc lễ hội, giám sát các lần tổ chức lễ hội tiếp theo, cùng với sự hợp tác của Trung tâm Văn hóa Chính quyền Địa phương Busko . 
| Lễ hội lần thứ | Thời lượng                      | Nơi tổ chức liên hoan âm nhạc                                             | Ngôi sao tham dự             | Chương trình |
| -------------- | ------------------------------- | ------------------------------------------------------------------------- | ---------------------------- | ------------ |
| I              | Tháng 7 năm 1995                | Busko-Zdroj                                                               |                              |              |
| II             | Tháng 7 năm 1996                | Busko-Zdroj                                                               |                              |              |
| III            | Tháng 7 năm 1997                | Busko-Zdroj                                                               |                              |              |
| IV             | Tháng 7 năm 1998                | Busko-Zdroj                                                               |                              |              |
| V              | Tháng 7 năm 1999                | Busko-Zdroj                                                               |                              |              |
| VI             | Tháng 7 năm 2000                | Busko-Zdroj                                                               |                              |              |
| VII            | 30 tháng 6 - 5 tháng 7 năm 2001 | Busko-Zdroj                                                               |                              |              |
| VIII           | 2 tháng 7 - 7 tháng 7 năm 2002  | Busko-Zdroj                                                               |                              |              |
| IX             | 28 tháng 6 - 6 tháng 7 năm 2003 | Busko-Zdrój, Wiślica                                                      |                              |              |
| X              | 1 tháng 7 - 10 tháng 7 năm 2004 | Busko-Zdrój, Pińczów, Wiślica                                             |                              |              |
| XI             | 1 tháng 7 - 9 tháng 7 năm 2005  | Busko-Zdrój, Pińczów                                                      |                              |              |
| XII            | 1 tháng 7 - 8 tháng 7 năm 2006  | Busko-Zdrój, Pińczów, Wiślica, Kurozwęki                                  |                              | html         |
| XIII           | 30 tháng 6 - 7 tháng 7 năm 2007 | Busko-Zdrój, Pińczów, Wiślica, Kurozwęki                                  |                              |              |
| XIV            | 28 tháng 6 - 6 tháng 7 năm 2008 | Busko-Zdrój, Pińczów, Wiślica, Kurozwęki, Gliniany                        |                              |              |
| XV             | 4 tháng 7 - 11 tháng 7 năm 2009 | Busko-Zdrój, Pińczów, Wiślica, Kurozwęki, Gliniany                        | Broimki                      | pdf          |
| XVI            | 3 tháng 7 - 10 tháng 7 năm 2010 | Busko-Zdrój, Pińczów, Wiślica, Kurozwęki, Gliniany                        | Nigel Kennedy                | pdf          |
| XVII           | 2 tháng 7 - 9 tháng 7 năm 2011  | Busko-Zdrój, Pińczów, Stopnica, Kurozwęki, Gliniany,                      | Ingolf Wunder                | pdf          |
| XVIII          | 30 tháng 6 - 7 tháng 7 năm 2012 | Busko-Zdrój, Solec-Zdrój, Stopnica, Kurozwęki, Gliniany                   | Trifonow                     | pdf          |
| XIX            | 29 tháng 6 - 6 tháng 7 năm 2013 | Busko-Zdrój, Chmielnik, Clay, Kurozwęki, Pińczów, Solec-Zdrój, Szczaworyż | Lukas Geniušas, Soyoung Yoon | pdf          |

## Vị khách quan trọng tham gia lễ hội
Tại lễ hội Busko, một số vị khách có tầm ảnh hưởng tham gia gồm: Hanna Banaszak, Grażyna Brodzińska (2012, 2013), Justyna Danczowska (2013), Kaja Danczowska (2013), Krzesimir Dębski (2012), Renata Drozd, Jarosław Drzewiecki, Stanisław Drzewiecki, Artur Dutkiewicz, Magdalena Idzik, Edyta Geppert (2013), Anna Jurksztowicz (2012), Anna Karasińska, Eliza Kruszczyńska (2012), Konstanty Andrzej Kulka, Zbigniew Macias (2012), Waldemar Malicki, Adam Makowicz, Jerzy Maksymiuk, Maria Meyer, Leszek Możdżer, Wiesław Ochman (2013), Jakub Oczkowski (2013), Roma Owsińska, Piotr Paleczny, Krzysztof Penderecki, Sława Przybylska, Anita Rywalska-Sosnowska, Dariusz Stachura (2013), Barbara Szymańska (2013), Romuald Tesarowicz, Marcin Bronikowski (2012), Malgorzata Walewska (2013), Monika Węgiel (2013), Tytus Wojnowicz, Teresa ylis-Gara.
Còn có các vị khách nước ngoài: Nigel Kennedy, Dmitri Bashkirov, Gwendolyn Bradley, Vadim Brodski, Lukas Geniušas, Ivan Monighetti, Daniił Trifonow, Ingolf Wunder, Soyoung Yoon, Gheorge Zamfir.

## Một số hình ảnh
- Vadim Brodski
- Janusz Wolny, Gwendolyn Bradley và Janusz Powolny
- Magdalena Idzik
- Ingolf Wunder
- Maria Meyer
- Daniił Trifonow
- Eliza Kruszczyńska
- Zbigniew Macias
- Renata Drozd
- Monika Węgiel
- Dariusz Stachura